# Labuan Tereng
Labuan Tereng is een bestuurslaag in het regentschap West-Lombok van de provincie West-Nusa Tenggara, Indonesië. Labuan Tereng telt 4915 inwoners (volkstelling 2010).